# Halamish
Halamish (en hebreo: חַלָּמִישׁ‎, lit. "Pedernal") es un asentamiento religioso israelí en Cisjordania (Palestina). Se ubica en la gobernación de Ramala y Al Bireh, según el sistema administrativo palestino, y en el Consejo Regional de Mateh Binyamin del Área de Judea y Samaria según el sistema israelí. El pueblo está atravesado por la carretera 465, que lo conecta con la ciudad de Modi'ín, en Israel. En 2015 contaba con una población de 1278 habitantes. Según la organización de derechos humanos israelí Paz Ahora, el 33 % del asentamiento fue construido sobre tierras usurpadas a sus propietarios legítimos del poblado palestino de Nabi Salih, incluyendo el pozo de agua comunitario.
La comunidad internacional considera que todos los asentamientos israelíes son ilegales según el derecho internacional, pero el gobierno israelí lo cuestiona.

## Historia
El 16 de octubre de 1977, dos grupos de colonos judíos, uno religioso, que se hacía llamar «Neveh Tzuf» y otro secular, llamado «Neveh Tzelah», con un total de 40 familias, se mudaron al antiguo fuerte británico abandonado de Tegart, cerca de la aldea palestina de Nabi Salih. El nombre original del asentamiento, Neveh Tzuf, fue rechazado por el Comité de Nombramientos del Gobierno, argumentando que podría ser engañoso ya que la ubicación bíblica de Eretz Tzuf estaba en otro lugar. En cambio, el comité de nombramiento le dio al nuevo asentamiento el nombre oficial de «Halamish», derivado de un versículo bíblico: «Él (Dios) lo alimentó con aceite del pedernal». (Deuteronomio 32:13.) Dado que algunos colonos rechazaron este nombre, se utilizan ambos nombres para el asentamiento.
Las Fuerzas de Defensa de Israel (FDI) emitieron la orden militar 28/78 en 1978 para apoderarse de tierras palestinas de propiedad privada de las aldeas de Deir Nidham, Nabi Salih y Umm Safa y entregó 686 dunams al asentamiento recién establecido. Según ARIJ, Israel confiscó tierras de varias aldeas palestinas circundantes para construir Halamish; 604 dunams de Deir Nidham, diez dunams de la parte Beitillu de Al-Ittihad. La ONG israelí Paz Ahora informó, basándose en datos de la Administración Civil israelí, que el 34,35 % del terreno en el que está construido el asentamiento es propiedad privada palestina, y el 0 % es propiedad judía.
El 21 de julio de 2017, tres israelíes murieron y uno resultó gravemente herido en un ataque con arma blanca en Halamish. Los residentes del asentamiento establecieron un puesto de avanzada israelí cerca del mismo como respuesta al ataque.

## Estatuto legal
Tras los primeros trabajos de preparación del terreno, los residentes de la cercana aldea palestina Deir Nidham acudieron al Tribunal Supremo de Israel y reclamaron la propiedad privada de la tierra que se utilizaría para los asentamientos. Basado en fotografías aéreas de principios del siglo XX que muestran que la tierra en disputa es estéril, y la ley de tierras del Imperio Otomano que específica que la tierra no trabajada durante más de diez años se convierte en tierra estatal, la tierra fue declarada tierra estatal y liberada para construcciones de asentamientos.
Los residentes de la cercana aldea palestina de Nabi Salih protestan periódicamente contra lo que alegan es la toma de un manantial por parte de los colonos de Halamish. Sin embargo, el manantial fue declarado «sitio de antigüedades» por la Administración Civil, ubicado en terrenos privados pertenecientes a los habitantes de Nabi Salih. Los residentes de Nabi Salih también afirman que se les impide trabajar en los campos alrededor del manantial. Las protestas han dado lugar a enfrentamientos violentos, en los que jóvenes palestinos arrojaron piedras y las fuerzas israelíes dispararon contra los manifestantes con gases lacrimógenos, balas de goma y cañones de agua. Desde finales de 2009, las fuerzas israelíes han detenido a 64 personas (el 13% de la población del pueblo). Bassem al-Tamimi, uno de los líderes de las protestas, declarado defensor de los derechos humanos por la Unión Europea y preso de conciencia por Amnistía Internacional, ha sido detenido doce veces hasta la fecha. El 24 de marzo de 2011 fue detenido y acusado de incitación, celebración de una marcha sin permiso, envío de jóvenes a arrojar piedras y perversión de la justicia. Después de un juicio militar que duró 11 meses, un tribunal militar israelí lo absolvió del cargo central de incitación y perversión de la justicia, pero lo declaró culpable de participar en manifestaciones ilegales y de solicitar a los manifestantes que arrojaran piedras basándose en gran medida en el testimonio de dos jóvenes palestinos de 14 y 15 años. Tras quedar en libertad bajo fianza el 24 de abril de 2012, En mayo de 2012 fue condenado a 13 meses de prisión, correspondientes al tiempo que había cumplido en prisión en espera de juicio.
La comunidad internacional considera que todos los asentamientos israelíes en la Cisjordania ocupada por Israel son ilegales según el derecho internacional, violando la prohibición de la Cuarta Convención de Ginebra sobre el traslado de civiles hacia o desde territorio ocupado. Sin embargo, Israel cuestiona que el Cuarto Convenio de Ginebra se aplique a Cisjordania y cuestiona su ilegalidad.

## Demografía
El asentamiento cuenta con 250 familias que constituyen una población de 1278 habitantes. Un 75 % de ellos han nacido en Israel.